# Мавлеев, Мисбах Мавлеевич
Мисбах Мавлеевич Мавлеев (1929—2011) — бригадир проходчиков шахты «Ключевская» города Губаха, Герой Социалистического Труда (1966).

## Биография
Родился 10 февраля 1929 года в деревне Чулпан ныне Мензелинского района Республики Татарстан в крестьянской семье. Подростком начал трудиться на колхозных полях. В шестнадцать лет получил первую награду — медаль «За доблестный труд в Великой Отечественной войне 1941—1945 гг.». Затем — переезд в Кизеловский бассейн и работа на шахте № 2 «Капитальная» проходчиком, бригадиром. Работая на шахте, совершил карьерный рост от профессии простого шахтера до инструктора.
Делегат XXIII съезда КПСС, полный кавалер почётного знака «Шахтёрская слава», в 1966 году получает звание Героя Социалистического Труда. Жил в Нижнекамске.
Умер 11 февраля 2011 года. Похоронен в городе Нижнекамске.